# SigmaBleyzer Southeast European Fund IV
SigmaBleyzer Southeast European Fund IV este un fond american de investiții. Acesta deține în românia companiile Covalact (achiziționată în 2007), Lactate Harghita (2008) și Primulact.
Compania a achiziționat, în 2008, 50-60% din acțiunile producătorului Lactate Harghita, controlat de compania Primulact, contra sumei de circa patru milioane de euro.
Cifra de afaceri Lactate Harghita în 2006: 12,9 milioane Euro
Cifra de afaceri Primulact în 2006: 6,4 milioane euro